# 이광필 (당나라)

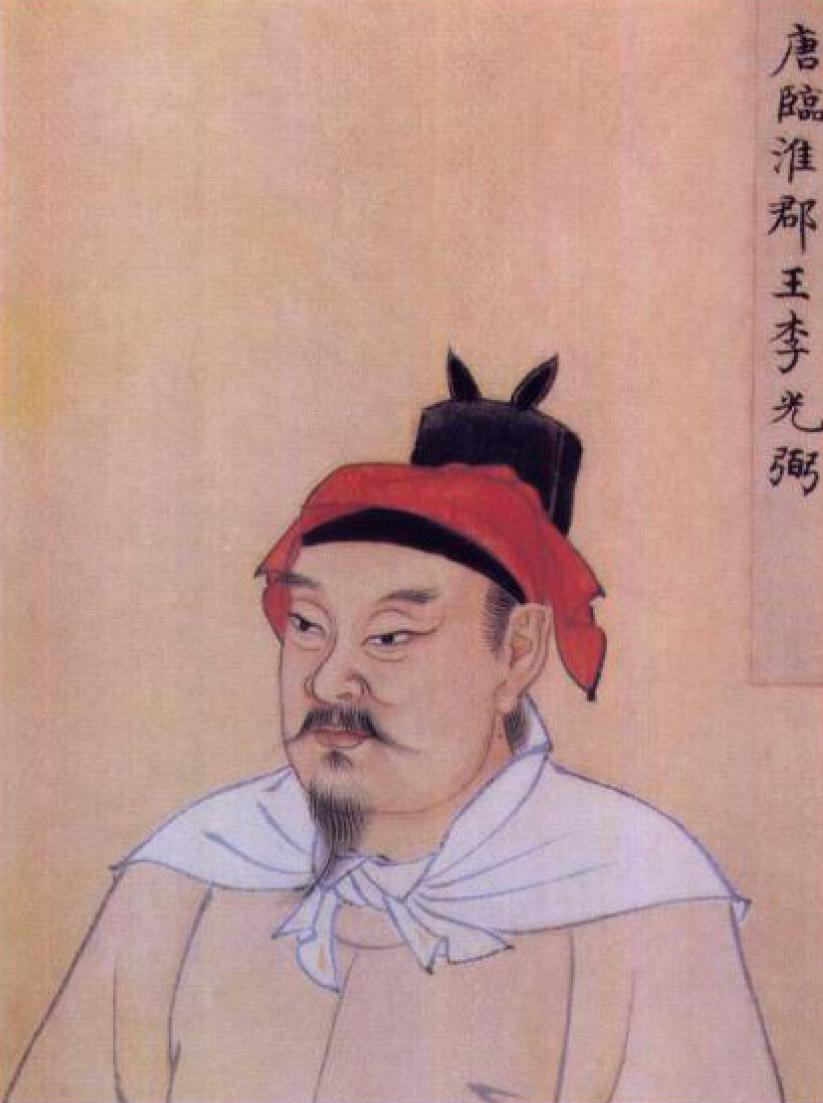
이광필

이광필(李光弼, 708년 ~ 764년)은 당나라 중기의 명장이다.

## 생애
이광필은 영주(營州) 유성(柳城)에서 거란 출신 당나라의 장수인 이해락(李楷落)의 아들로 태어났다. 이해락은 당 현종 개원 원년에 큰 활약을 기록하면서 영주 도독에 올랐고 충렬(忠烈)이라는 칭호를 받게 된다. 이광필의 어머니는 거란 출신인 이해고(李楷固)의 딸이다. 이광필은 엄격하고 의연하며 큰 계획을 갖고 있었다. 또한 《한서》(漢書)를 읽고 말을 자주 탔다고 한다. 아들로는 이의충(李義忠), 이상(李象), 이휘(李彙), 손자로는 이암(李黯)이 있다.

### 안·사의 난
755년 겨울 범양절도사 안록산이 간신 양국충을 타도하겠다는 명분으로 사사명과 함께 반란을 일으키며 낙양으로 남진하였다. 현종은 안록산의 사촌 형인 안사순을 장안으로 불러들여 대신 곽자의를 삭방절도사로 삼았다. 현종이 하동절도사를 누구에게 맡길 것인가를 묻자, 곽자의는 이광필을 추천하였다. 756년 봄, 이광필은 하동절도사가 되어 곽자의와 함께 삭방 동쪽의 안록산 영토를 공격하였다. 이광필은 곧 상산을 함락시켰다. 사사명이 반격하자 곽자의와 합류하여 쫓아내고, 안록산이 제연의 황제로 즉위한 낙양과 범양과의 통신을 끊었다. 안록산은 낙양에서 달려오는 것을 고려했다. 이때 최건우에게 이끌려온 연군이 가시고한이 지키는 동관으로 향하고 있었다. 가서한, 이광필, 곽자의는 이를 공격하지 않고 지키고 싶어 했지만 재상 양국충은 곽자의가 자신의 지위를 노릴까봐 현종에게 최건우를 공격하도록 권유하였다. 가서한은 최건우에게 패하여 동관마다 잡았다. 최건우가 장안으로 진행되자 현종은 장안을 버리고 청두로 피신했다. 태자였던 이형(당 숙종)은 영무로 피난해 즉위했다. 이광필과 곽자의는 연군의 장안 점거를 모른 채 태행산으로 퇴각했다. 숙종은 이광필을 동중서문하평장사로 하여 병사 5천으로 태원으로 향하게 했다. 이광필이 태원에 이르자 사소한 일에서 적당한 이유를 대어 부장의 최중을 처형함으로써 두려워했다.
757년 봄, 시사명은 숙종이 장안 탈환을 위해 이광필의 병력 대부분이 영무에 머물렀던 것을 틈타 10만 명에 달하는 병력을 이끌고 태원을 포위했다. 그러나 이광필은 종종 사사명의 공격을 퍼부었다. 마침내 안경서가 안록산을 죽이고 사사명(史明)이 범양으로 불러들였고, 태원에는 채희덕이 임명되었다. 이광필은 채희덕을 대파했고 채희덕은 패주했다. 이 공적에서 이광필은 위공(후에 조공으로 바뀜)이 되었다. 758년 초, 숙종이 장안을 탈환하면서 사공으로 임명되었다.
당(唐)은 위구르 카간국의 협력을 받아 낙양을 탈환하고, 안경서는 횡성에 주력하였으나, 연군 대부분이 당(唐)에 투항하여 그 지배는 덕성 주변에만 국한되었다. 사사명도 투항하였으나, 이광필은 다시 반란을 두려워하여 숙종에게 오승은에게 암살시킬 것을 설득하였다. 숙종이 묵살하자 사사명은 다시 조반했다. 758년 가을, 이광필은 숙종을 만나 시중을 들었다. 요즘 이광필, 곽자의, 노경, 이환, 허숙기, 계광침, 최광원, 왕사례 등의 부장이 안경서 토벌을 위해 덕성에 합류했다. 이광필은 이때 총공격을 제의했다가 총감을 맡은 환관 어조은에 기각됐다. 안경서가 구원을 요구하면서 사사명은 범양에서 남진하였고, 759년 봄에 당군과 싸웠으나 혼전되었고, 이광필과 왕사례만이 병사를 일괄 퇴각할 수 있었다. 가을, 어조은이 곽자의에게 패전의 책임을 묻자 숙종은 삭방의 군권을 이광필에게 맡겼다. 그 혹독한 군율을 견디지 못한 장용제는 이광필을 배제하고 곽자의를 되살리려 했으나 이광필은 장용제를 잡고 처형했다. 이즈음에는 이광필은 명예직의 이계 아래에서 실질적인 당(唐)의 군권을 쥐고 있었다.

### 사사명의 즉위
사사명이 안경서를 죽이고 제연의 황제가 되어 낙양으로 남진하였다. 이광필은 낙양에서 하양으로 피난하였기에 사사명은 간단하게 낙양에 들어갔으나, 하양을 억누르고 이광필의 반격을 자주 받아 장안으로 나아가지 않았다. 760년 봄, 숙종은 이광필을 중서령과 태위로 했다. 761년 봄, 어조은과 복고회은이 삭방의 군권을 잡자 낙양의 탈환에 나섰다. 이광필은 반대했지만 숙종의 명을 받아 위백옥과 함께 낙양을 공격했다. 그러나 두 사람은 작전의 불일치로 옥신각신하다 그 틈에 연군에게 공격당했고 당군은 모두 패주했다. 이광필이 하양에 머문 이포옥도 떠난 탓에 하양은 연군의 손에 들어갔다. 그러나 제비에서는 사명(史明)이 자식의 사조의(史朝義)에게 죽임을 당하자 진격도 여기서 멈췄다. 이광필은 자리에서 물러날 것을 요구하며 한때 개부의동삼사와 하중절도사가 됐다가 다시 복임됐다. 또한 사조의의 남진을 대비하기 위해 임회(임회)에 진을 쳤다. 이광필은 연군 송주의 포위를 풀어 연군을 막았다. 전신공, 상형, 은중경 등의 제비에 대해 대처하지 않았던 당 부장도 이광필을 두려워하며 토벌에 나섰다.이광필은 임회왕이 되어 서주에 진을 쳤고, 타이저우 주변 원조의 반란을 진압하였다.
762년 겨울, 당 대종이 숙종의 뒤를 이어 당군은 낙양을 사조의로부터 탈환할 계획이었다. 이광필은 낙양으로 향했고 위구르 카간국이나 복고회은은 동쪽에서 곽영욱과 이포옥과 합류해 사조의를 낙양에서 패주시켰다. 사조의는 763년 봄에 자살하면서, 안사의 난은 종식되었다.

### 반란 진압
안사의 난이 진압되자 이광필은 어조은과 정원진이라는 환관에게 누명을 뒤집어쓸까봐 대종이 있는 장안으로 귀환하지 않았다. 정원진이 부장의 내방에게 자살을 명령한 데 대해 두려웠고 763년 가을 토번이 장안을 공격했을 때만 해도 구원하지 않았다. 대종은 이광필의 친족을 우대하는 것으로 비위를 맞추었지만, 이광필은 응하지 않았다. 764년 여름, 대종에게 낙양을 맡겨도 서주를 나가지 않았다. 이광필은 명성을 얻었지만, 칙명을 여러 번 무시한 탓에 평판이 떨어져 인망을 잃었다. 764년 가을, 서주(徐州)에서 56세의 나이로 병사했으며 무목(武穆)이라는 시호를 받았다.